# Widnes (Schiff)
Die Widnes war ein britischer Minensucher der Hunt-Klasse im Ersten Weltkrieg. 1918 vom Stapel gelaufen und noch kurzzeitig in Dienst gestellt, wurde sie 1939 von der Royal Navy nach 20 Jahren in der Reserveflotte reaktiviert. Im Mai 1941 beschädigte die deutsche Luftwaffe das Schiff vor Kreta so schwer, dass es aufgegeben wurde. Die Kriegsmarine barg und reaktivierte das Schiff als 12 V 4 und später als UJ 2109, bis britische Zerstörer es im Oktober 1943 in der Ägäis versenkten.

## Bau und technische Daten
Die Widnes gehörte zur zweiten Serie der Hunt-Klasse des Ersten Weltkrieges, der von 1916 bis 1919 gebauten Aberdare-Klasse. Die Widnes wurde Mitte 1917 in Auftrag gegeben und bei Napier & Miller in Old Kilpatrick, Glasgow, unter der Baunummer 219 als Withernsea auf Stapel gelegt. Noch vor dem Stapellauf am 28. Juni 1918 wurde das nach dem Küstenort Withernsea getaufte Schiff nach der im Landesinnern liegenden Stadt Widnes umbenannt, um Missverständnisse in der Kommunikation zwischen Orts- und Schiffsnamen zu vermeiden. Die Auslieferung an die Royal Navy erfolgte am 17. September 1918.
Ihre Länge betrug 70,40 Meter, sie war 8,70 Meter breit und hatte einen Tiefgang von 2,20 Metern. Die Verdrängung betrug 710 Tonnen standard (930 Tonnen maximal). Der Antrieb bestand aus zwei 4-Zylinder-Dreifach-Expansionsmaschinen mit zwei Kesseln, die 2200 PS erzielten und auf zwei Schrauben wirkten. Damit erreichte sie eine Höchstgeschwindigkeit von 16 Knoten.
Als Bewaffnung trug sie in der Royal Navy am Bug ein 4,0-Zoll-Geschütz (entspricht 102 mm), am Heck ein 3,0-Zoll-Geschütz (entspricht 76,2 mm) sowie zwei Maschinengewehre vom Kaliber 7,7 mm. Die Besatzungsstärke betrug 74 Offiziere und Mannschaften.

## Geschichte

### Royal Navy
Bereits vor Indienststellung übernahm am 28. August 1918 Lieutenant R.N.R. Thomas V. Birkett das Kommando über die Widnes, das er bis zum Auflegen des Schiffes behielt. Das Schiff kam noch in der Endphase des Ersten Weltkrieges zum Einsatz und befand sich am 11. November 1918 in der Adria. Dort blieb es bis zum November 1919, bis es am 28. November 1919 mit der 2. Minensuchflottille nach Malta in die Reserve verlegt wurde. In Malta verblieb es bis 1935, wurde dann mit der Flottille nach Singapur verlegt und blieb dort bis zum Beginn des Zweiten Weltkrieges weiter in der Reserve.
Angesichts der drohenden Kriegsgefahr wurde die Widnes ab August 1939 wie viele Schiffe der Royal Navy aus der Reserve zurück in den aktiven Dienst geholt. Vorübergehender Kommandant wurde ab Oktober Lt. Cdr. William Maurice Passmore, am 9. Dezember dann Lt. Cdr. Robert Bruce Chandler. Dieser behielt das Kommando bis zur Versenkung im Mai 1941. Das Schiff verlegte ab 1. Januar 1940 mit zum Teil längeren Zwischenstopps in Colombo und Aden ins Mittelmeer und erreichte Alexandria am 22. April 1941. Dort trat es wieder zur 2. Minensuchflottille.
Von Ägypten wurde die Widnes den britischen Seestreitkräften vor Kreta zugeordnet. Dort sorgte sie nach dem Abzug der britischen Truppen aus Griechenland für die Offenhaltung der britischen Marinebasis in der Souda-Bucht. Bereits vor der deutschen Luftlandung auf Kreta ab 20. Mai 1941, dem Unternehmen Merkur, wurde die Widnes bei einem deutschen Luftangriff durch Nahtreffer und Maschinengewehrfeuer leicht beschädigt. Beim Beginn der deutschen Luftlandung zwei Tage später wurde sie bei einem weiteren Luftangriff so schwer beschädigt, dass der Kommandant sie in der Souda-Bucht auf den Strand setzen musste. Die Royal Navy deklarierte sie als Totalverlust.

### Deutsche Kriegsmarine
Die Kriegsmarine hob das beschädigte Schiff am 30. August 1941 und reparierte es in Piräus – wahrscheinlich in der Marinewerft Skaramanga, wo ein Marineausrüstungs- und Reparaturbetrieb eingerichtet worden war. Die Bewaffnung bestand nun aus zwei 88-mm-U-Boot-Kanonen, zwei 37-mm- sowie sechs 20-mm-Flak. Dazu kamen drei Wasserbombenwerfer. Die Besatzungsstärke betrug 60–70 Offiziere und Mannschaften.
Das Schiff wurde der im Juli 1941 in Piräus aufgestellten 12. Küstenschutzflottille zugewiesen und erhielt die Kennung 12 V 4. Operationsgebiet der Flottille war die westliche Ägäis; dort standen Sicherungsaufgaben im Vordergrund. So geleitete das Schiff etwa gemeinsam mit 11 V1, dem ehemaligen griechischen Minensucher Palaskas, im November 1941 den deutschen Dampfer Ithaka nach Souda. Die Ithaka wurde dabei am 10. November südwestlich der Insel Milos von dem britischen U-Boot HMS Proteus versenkt.
Nach Aufstellung der 21. U-Boot-Jagdflottille im Dezember 1941 wurde 12 V 4 in diese Flottille integriert und die Kennzeichnung in UJ 2109 geändert. Allerdings werden unterschiedlichen Daten für den Flottillenwechsel bzw. die Umbenennung genannt: diese reichen vom 3. Januar 1942, über den 1. Februar 1942 bis zum 16. Januar 1943 als Datum der Indienststellung als UJ 2109. Bis zum Oktober 1943 werden in der Literatur keine weiteren Ereignisse erwähnt.
Nach dem Waffenstillstand zwischen Italien und den Alliierten am 8. September 1943 beabsichtigten die Briten, die italienischen Ägäis-Inseln im Dodekanes-Feldzug zu erobern. Die zur Rückeroberung von Kos („Unternehmen Eisbär“) eingesetzten deutschen Einheiten starteten am 1. Oktober von verschiedenen Häfen in Kreta aus und fuhren zunächst in drei getrennten Geleiten in Richtung Kos. Das Geleit aus Iraklion bestand aus den Transportern Citta di Savona sowie F 336 und F 338, eskortiert von UJ 2109. Einen Tag später vereinigten sich die drei Geleite bei der Insel Naxos, fuhren gemeinsam nach Kos und schifften die deutschen Truppen aus.
Gut zwei Wochen später eskortierte UJ 2109 zusammen mit UJ 2110 (ex griech. Hilfsminenleger Korgialenios) und dem Räumboot R 211 den italienischen Transporter Trapani und den deutschen Dampfer Kari (ex frz. Ste. Colette) bei einem Nachschubtransport von Piräus nach Kos. Am 16. Oktober wurde die Kari vom britischen U-Boot Torbay versenkt und die Trapani beschädigt. In der Nacht auf den 17. Oktober versenkten der britische Zerstörer Hursley und die griechische Miaoulis die Trapani und schossen UJ 2109 und F 338 in der Akti-Bucht auf Kalymnos in Brand. In der nächsten Nacht zerstörten die britischen Zerstörer Penn und Jervis den U-Bootjäger endgültig.